# Státní odborný dozor
Státní odborný dozor je státní složka zabývající se obecnou bezpečností. Státní odborný dozor týkající se bezpečnosti práce byl ucelený systém, který dohlížel, zda organizace a pracovníci plní pracovněprávní předpisy v oblasti bezpečnosti a ochrany zdraví při práci. Pojem státní odborný dozor nad bezpečností práce dnes zůstal zachován pouze pro obor vyhrazených technických zařízení. Organizace, která se touto oblastí zabývá, se nazývá Technická inspekce České republiky (TIČR) (dříve Institut technické inspekce Praha).

## Organizace státního odborného dozoru nad BOZP
Státní odborný dozor nad bezpečností vyhrazených technických zařízení je státní nezávislý orgán, který vydává na základě žádosti oprávnění a osvědčení odborné způsobilosti. Vykonává ho Technická inspekce České republiky (TIČR). TIČR je podřízena Státnímu úřadu inspekce práce (SÚIP), jenž zastřešuje i ostatní činnosti odborného dozoru, které jsou nazývané pojmem státní inspekce. SÚIP je řízené Ministerstvem práce a sociálních věcí.

## Historie státního odborného dozoru nad BOZP
S cílem sjednotit systém státního odborného dozoru nad bezpečností práce byl v roce 1968 přijat zákon č. 174/1968 Sb., o státním odborném dozoru nad bezpečností práce. O rok později se Ústav technického dozoru v Praze proměnil v Český úřad bezpečnosti práce (ČÚBP) s inspektoráty bezpečnosti práce (IBP).
IBP především dohlížely na dodržování předpisů k zajištění bezpečnosti práce a technických zařízení, kontrolovaly projektové dokumentace vybraných staveb a jejich uvádění do provozu, účastnily se vyšetřování příčin pracovních úrazů a havárií technických zařízení. IBP navíc poskytovaly poradenství pro zaměstnance a jejich zaměstnavatele.

## Současnost státního odborného dozoru nad BOZP
Státní odborný dozor nad bezpečností práce dnes nese název inspekce práce. Český úřad bezpečnosti byl nahrazen současným Státním úřadem inspekce práce (SÚIP) se sídlem v Opavě. Z inspektorátů bezpečnosti práce (IBP) se staly oblastní inspektoráty práce.
Pojem státní odborný dozor nad bezpečností práce zůstal aktuální pouze pro některé úkony týkající se vyhrazených technických zařízení, které byly v 90. letech zhmotněny do organizace státního odborného dozoru s názvem Institut technické inspekce Praha (ITI Praha). Tato organizace byla přejmenovaná na Technickou inspekci České republiky (TIČR).
Oblast vyhrazených technických zařízení zůstala oddělena, tak jak tomu bylo do roku 1968. Ostatní dozorčí činnosti byly tedy ze zákona č. 174/1968 Sb., vyjmuty, a dnes je zajišťuje Státní úřad inspekce práce a oblastní inspektoráty práce v rámci zákona č. 251/2005 Sb., o inspekci práce. 
Nynější pojetí inspekce práce obsahuje vedle kontroly nad dodržováním bezpečnosti a ochrany zdraví při práci i celkovou kontrolu ochrany pracovních vztahů a pracovních podmínek.

## Dozorčí orgány státní správy
Státní správa se dělí do různých oblastí s vlastními dozorčími orgány.
- Celní úřady (CÚ)
- Česká inspekce životního prostředí (ČIŽP)
- Ministerstvo dopravy (MD)
- Drážní úřad (DÚ)
- Státní plavební správa (SPS)
- Úřad pro civilní letectví (ÚCL)
- Puncovní úřad (PÚ)
- Český úřad pro zkoušení zbraní a střeliva (ČÚZZS)
- Český báňský úřad (ČBÚ)
- Český telekomunikační úřad (ČTÚ)
- Státní energetická inspekce (SEI)
- Krajské hygienické stanice (KHS)
- Ústřední kontrolní a zkušební ústav zemědělský (ÚKZUZ)
- Státní ústav pro kontrolu léčiv (SÚKL)
- Ústav pro státní kontrolu veterinárních biopreparátů a léčiv (ÚSKVBL)
- Státní zemědělská a potravinářská inspekce (SZPI)
- Státní veterinární správa (SVS)
- Český metrologický institut (ČMI)
- Česká obchodní inspekce (ČOI) [5]